# Open Shortest Path First
Open Shortest Path First (OSPF) är ett hierarkiskt routingprotokoll av IGP-typ (Interior Gateway Protocol). Det använder link-state-routning och beräknar den logiskt sett kortaste vägen med Dijkstras algoritm. Protokollet bedömer vägarnas kostnad, som bestäms utifrån den tillgängliga bandbredden. I varje router finns en databas som återspeglar nätverkets topologi. Denna ser likadan ut på alla routrar i området. 
Ett OSPF-nätverk kan bli uppdelat i mindre nätverk där stomnätet kallas för område noll och kan ha en stor mängd andra områden anslutna till sig. Alla områden måste anslutas via område noll. Om ett nätverk inte har direkt fysisk kontakt med område noll så kan virtuella länkar skapas. Det är ofta en generell regel att inte ha mer än 50 routrar i ett område. Men med dagens snabba processorer kan nätverk med mer än 400 routrar delta utan stabilitetsproblem. Routrar på gränsen mellan två områden kallas för Area Border Routers eller ABR:er. Routar från andra autonoma system kan injiceras i OSPF via Autonomus System Boundry Routers (ASBR:er).
Routrar i samma broadcastdomän eller i var ände av en punkt till punkt-länk formar noder när de har upptäckt varandra. Routrarna måste utse en designated router (DR) och en backup designated router (BDR) att fungera som ett nav för att minska trafik mellan routrar. OSPF använder både unicast och multicast för att skicka "hello packets" och länkstatusuppdateringar. Multicastadresserna 224.0.0.5 och 224.0.0.6 används. OSPF använder ovanpå IP ett eget protokoll på nivå fyra med protokollnummer 89 för att utbyta routinginformation med grannarna, till skillnad från exempelvis RIP som använder UDP och BGP som använder TCP.
OSPF kan använda autentisering för att forma noder och utbyta routningsinformation. OSPF har varit VLSM-kapabelt, eller klasslöst (CIDR), ända från början. OSPF kan markera externa rutter.
OSPF är den föreslagna efterträdaren till RIP.
En ny version av OSPF som skall stödja IP version 6 har föreslagits och kallas för OSPFv3.
MOSPF var ett i stort sett framgångslöst (implementationsmässigt, inte tekniskt) försök att anpassa OSPF till multicastroutning.

## RFC-historik
- RFC 1131, oktober 1989 - Föreslagen som standard
- RFC 1584, mars 1994 - Multicastutökningar föreslagna
- RFC 1587, 1994 - NSSA-tillvalet tillagt
- RFC 2328, april 1998 - OSPF version 2, internetstandard 54
- RFC 2740, december 1999 - OSPFv3, IPv6
- RFC 3101, januari 2003 - NSSA-tillvalet uppdaterat